# Léon Bourjade
Léon Bourjade, właściwie Jean-Pierre Léon Bourjade (ur. 25 maja 1889 w Montauban, zm. 22 października 1924) – francuski pilot, jeden z czołowych francuskich asów myśliwskich okresu I wojny światowej. Autor 28 zwycięstw powietrznych. Należący do ścisłego grona Balloon Busters – pilotów mających więcej niż pięć zestrzeleń balonów obserwacyjnych.

## Życiorys

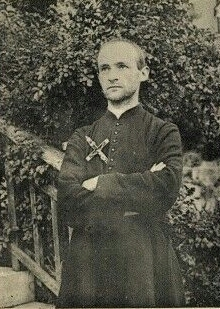
Léon Bourjade

Od najmłodszych lat jego marzeniem było zostanie misjonarzem. W 1908 roku rozpoczął nowicjat w Issoudin w Hiszpanii. W 1914 roku przeniósł się do Szwajcarii na studia teologiczne.
Po wybuchu wojny powrócił do Francji i wstąpił do armii. Przez trzy lata służył w artylerii. W 1917 roku został przeniesiony do lotnictwa. W dniu 17 czerwca uzyskał dyplom pilota i został skierowany na zaawansowany kurs pilotażu do Pau. Po ukończeniu kursu został przydzielony do 152 eskadry, w której służył do końca wojny. Początkowo latał na samolotach Nieuport, a następnie po wyekwipowaniu eskadry w nowe samoloty w marcu 1918 roku na SPAD S.XIII.
Pierwsze zwycięstwo odniósł 27 marca zestrzeliwując niemiecki balon obserwacyjny. Do końca wojny zestrzelił łącznie 27 balonów i jeden samolot Fokker D.VII. Dzięki temu zajmuje drugie miejsce na liście „Balloon Busters” po belgijskim asie Willim Coppensie.
Po zakończeniu wojny powrócił na studia teologiczne i 26 czerwca 1921 roku uzyskał święcenia kapłańskie. W listopadzie wyruszył statkiem do Wysp Gilberta. Aby przez Nową Gwineę dotrzeć do Nowej Gwinei Brytyjskiej na misję. Po kilku miesiącach pracując z trędowatymi zmarł w wieku 35 lat.

## Odznaczenia
- Legia Honorowa IV Klasy
- Legia Honorowa V Klasy
- Croix de Guerre (1914-1918)